# 古爾馬省
古爾馬省（法語：Gourma）是布基納法索東部大區中西部的一個省，面積11,117平方公里。2006年人口304,169人。首府法達恩古爾馬。
本區下轄六縣。